# Richard John Bingham (7e comte de Lucan)
Pour les articles homonymes, voir Bingham et Lucan.
 (février 2016).
Si vous disposez d'ouvrages ou d'articles de référence ou si vous connaissez des sites web de qualité traitant du thème abordé ici, merci de compléter l'article en donnant les références utiles à sa vérifiabilité et en les liant à la section « Notes et références ».
Richard John Bingham, dit Lord Lucan, 7e comte de Lucan, né le 18 décembre 1934 à Londres et déclaré mort le 3 février 2016, est un pair britannique, jugé coupable de meurtre et qui a disparu sans laisser de trace le 8 novembre 1974.
Cette affaire eut un important retentissement médiatique et reste très connue au Royaume-Uni.

## Biographie

### Enfance et personnalité
Richard John Bingham naît dans une famille aristocratique anglo-irlandaise à Marylebone, fils aîné du 6e comte de Lucan et de son épouse née Kaitlin Elizabeth Anne Dawson. Il descend de George Bingham (3e comte de Lucan), militaire et homme politique. Passionné de jeu, Richard John Bingham était un excellent joueur de backgammon et de bridge. Bien que ses pertes dépassassent souvent ses gains, il quitta son emploi dans une banque d'affaires londonienne pour devenir joueur professionnel. 
Lucan était un homme charismatique avec des goûts de luxe. Il pilotait des hors-bord et conduisait une Aston Martin. En 1963, un an avant d'hériter du titre de son père, il épousa Veronica Duncan, avec qui il eut trois enfants : Frances, George et Camilla. Quand le couple se sépara à la fin de 1972, il quitta la maison familiale du 46 Lower Belgrave Street, à Belgravia (Londres) pour un appartement très proche au 5 Eaton Row. Lucan perdit alors une âpre bataille juridique pour la garde des enfants. Il se mit à espionner sa femme et à enregistrer ses conversations téléphoniques, apparemment obsédé par l'idée de récupérer la garde des enfants. Cette obsession, combinée avec ses pertes de jeu, eut de graves conséquences sur son équilibre mental et ses finances.

### Le crime du jeudi 7 novembre 1974
Le jeudi soir est habituellement de repos pour Sandra Rivett, la nourrice des enfants Lucan. Ces soirs-là, Lady Lucan est donc seule avec les enfants dans la maison du 46 Lower Belgrave Street. Mais Sandra Rivett a échangé ce jour de repos la veille afin de voir son fiancé. Après avoir couché les enfants, vers 20 h 55, elle descend au sous-sol pour préparer une tasse de thé à la demande de Lady Lucan. Elle est alors tuée d'un coup de tuyau de plomb enveloppé puis placée par son meurtrier dans un grand sac postal. Lady Lucan raconte alors qu'elle descend à son tour pour voir ce qui retarde la nourrice, elle l'appelle du haut de l'escalier avant d'être assaillie. Au cours de la lutte, elle mord son assaillant, lui tord les testicules et affirme reconnaître la voix de Lord Lucan. Après avoir échangé quelques mots, elle parvient à s'échapper de la maison pour se réfugier dans le pub voisin.
Vers 0 h 30, Lord Lucan appelle sa mère en lui demandant de venir chercher les enfants et raconte qu'une « terrible catastrophe » était arrivée à son ex-femme et qu'un homme cherchait à la tuer. Mais il refuse de parler au policier qui est auprès d'elle.
L'alerte est immédiatement donnée. Quand les policiers arrivent sur les lieux, ils ne trouvent aucune trace d'effraction avant de découvrir le corps sans vie de Sandra Rivett. Veronica Lucan est transportée au St George's Hospital.
Lord Lucan utilise la Ford Corsair qu'il avait empruntée à un ami quelques semaines avant pour aller à Uckfield où vivent ses amis, les Maxwell-Scott. Ces derniers déclarent que Lord Lucan a écrit alors chez eux deux lettres pour son beau-frère Bill Shand-Kydd et qu'il les a postées pour son domicile de Londres. Dans la première, il proteste de son innocence et déclare avoir sauvé sa femme d'un assaillant, mais pense que dans sa paranoïa, elle va l'accuser d'avoir voulu engager un homme pour la tuer dans le but de récupérer la garde de ses enfants. Il confie ses enfants à Shand-Kydd. La deuxième lettre donne des instructions pour régler ses créanciers. Il quitte la maison de ses amis dans la nuit, personne ne le reverra plus.
Un ami de Lord Lucan recevra une autre lettre où il continue de clamer son innocence en parlant d'une « incroyable coïncidence ». Le cachet postal de cette lettre n'a pu être retrouvé.

### L'enquête

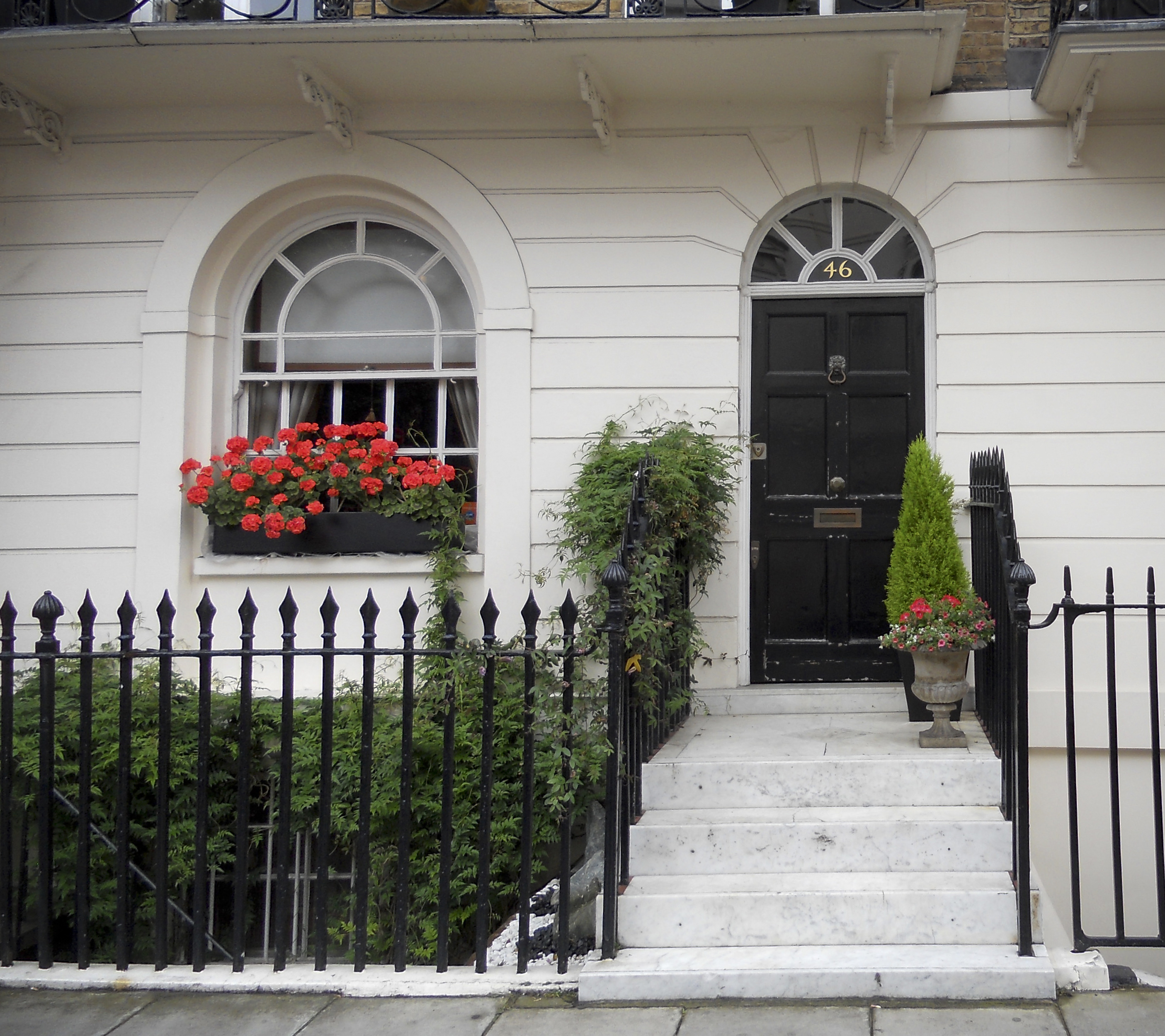
L'entrée du 46 Lower Belgrave Street en 2012.

Le superintendant en chef Roy Ranson (ce grade est équivalent à celui de commissaire divisionnaire de police en France) est chargé de l'enquête. On découvre une grande quantité de sang dans la maison des Lucan. Une serviette tachée de sang est retrouvée au premier étage dans la chambre de Veronica. Le haut de l'escalier du sous-sol est maculé de sang. Un tuyau de plomb ensanglanté est retrouvé sur le sol. Au pied de l'escalier, deux tasses avec les soucoupes sont dans une mare de sang. Le bras de Sandra Rivett dépasse du sac de toile dans lequel elle a été introduite.
Les enquêteurs perquisitionnent alors au 5 Eaton Row, dans l'appartement de Lucan, sans désordre apparent.
Ils partent ensuite interroger Veronica Lucan à l'hôpital. Bien qu'elle soit sous sédatif, elle parvient à leur décrire les événements.
L'autopsie de Sandra Rivett confirme sa mort par un coup porté avec le tuyau de plomb. Elle était morte avant d'être placée dans le sac. Rien parmi ses proches n'indique un mobile pour ce crime et son ex-mari a un alibi.
La Ford Corsair est retrouvée le 10 novembre à Newhaven (Norman Road), à environ 26 km d'Uckfield. Des témoins indiqueront qu'elle était garée dès le vendredi 8 au matin, entre 5 h et 8 h. L'intérieur est taché de sang, on retrouve une bouteille de vodka  et un tuyau de plomb similaire à celui trouvé sur les lieux du crime. Soupçonnant un suicide, le port de Newhaven est exploré, sans succès. Un mandat d’arrêt est prononcé à l'encontre de Lord Lucan le 12 novembre 1974 et diffusé dans tout le Royaume-Uni et par Interpol.
L'examen médico-légal du tuyau de plomb trouvé au 46 Lower Belgrave Street permet de retrouver des traces de sang, mélange d'un groupe sanguin A (comme celui de Lady Lucan) et B (comme celui de Sandra Rivett) et également des cheveux appartenant à Veronica Lucan, mais aucun à Sandra Rivett. Le tuyau trouvé à l'intérieur de la voiture ne portait ni sang ni cheveux. Les policiers scientifiques ne purent établir formellement que les deux tuyaux ont été coupés dans le même morceau de tuyauterie, même s'ils l'estimaient probable. Le ruban qui était enroulé autour des deux tuyaux était semblable. Les lettres écrites à Bill Shand Kydd portaient des traces de sang pouvant appartenir aux deux femmes. La troisième lettre n'avait pas de sang.
L'examen des traces de sang du 46 Lower Belgrave Street montra que Sandra Rivett avait été agressée dans la cuisine du sous-sol et que Lady Lucan l'avait été en haut de l'escalier du sous-sol. Les taches de sang trouvées à l'intérieur de la Ford Corsair était du groupe sanguin AB, le rapport conclut qu'il pouvait s'agir d'un mélange du sang des deux femmes. L'intérieur de la voiture contenait des cheveux similaires à ceux de Lady Lucan.
La presse s’empare immédiatement de ce sujet à sensation. Lady Lucan se prête à leurs sollicitations, jusqu'à se faire photographier dans la maison du crime. Dans le même temps, la police éprouve quelques difficultés à enquêter dans le cercle des relations de Lord Lucan : il semble y avoir eu des concertations et une certaine mauvaise volonté de certains pour participer à l'enquête apparaît.

### Procès
Après plusieurs ajournements, un procès par contumace se tient en l'absence de Lord Lucan qui reste introuvable. Les preuves matérielles sont accablantes et le témoignage de Lady Lucan est confirmé par l'analyse de l'appartement de son ex-mari. La défense de Lord Lucan impliquant un autre agresseur est peu crédible. À l'issue du procès le 16 juin 1975, il est déclaré coupable du meurtre de Sandra Rivett, ce qui en fait le premier membre de la Chambre des lords reconnu coupable d'assassinat depuis 1760 quand le 4e comte Ferrers avait été pendu pour meurtre. Le jury considère qu'il a tué la nourrice par erreur, pensant qu'il s'agissait de son épouse qu'il projetait d’assassiner pour retrouver la garde de ses enfants. Même si ses amis ont tenté de le défendre, l'opinion publique reste largement convaincue de sa culpabilité. Récemment, son fils s'est dit toujours hanté par cette affaire et croit son père innocent.

### Doutes sur sa disparition
Le dernier signalement officiel de Lord Lucan date du 8 novembre 1974 vers 1 h 15 du matin quand il quitte la propriété de ses amis, les Maxwell-Scott. Le policier Roy Ranson, de nombreux amis, mais aussi son épouse, pensent qu'il s'est suicidé, peut-être en se noyant dans la Manche. Plus tard, Ranson reviendra sur cette conclusion et penchera plutôt sur une fuite à l'étranger. Cette thèse sera aussi adoptée par certains amis et des membres de la famille Lucan. D'autres pistes entraîneront les policiers en Afrique du Sud, en France, en Colombie, en Inde ou encore en Nouvelle-Zélande, en vain. Le plus étonnant sera l'arrestation en Australie de John Thomson Stonehouse, un homme politique britannique qui cherchait à se faire passer pour mort et que les policiers australiens ont pris pour Lord Lucan.

### Déclaration de la mort
La famille de Lord Lucan doit attendre 1999 pour que sa succession soit ouverte en raison de l'absence de certificat de décès. Dix-sept ans plus tard, le 3 février 2016, la Haute Cour de justice à Londres déclare que Lord Lucan est « certainement mort ». Cette officialisation permet d'accorder à la famille un certificat de décès. Son fils, George (en), lui succède finalement comme 8e comte.

### Évocation artistique
- Lucan (en) : téléfilm britannique de 2013 d'Adrian Shergold avec Rory Kinnear dans le rôle-titre.

### Émissions radiophoniques
- « La disparition de Lord Lucan », 10 février 2016 dans L'Heure du crime de Jacques Pradel, sur RTL.
- « L'incroyable histoire du Lord fantôme ! », 12 octobre 2017 dans L'Heure du crime de Jacques Pradel, sur RTL.